# Леси
Леси (фр. Lessy) — коммуна на северо-востоке Франции, регион Гранд-Эст (бывший Эльзас — Шампань — Арденны — Лотарингия), департамент Мозель. Входит в кантон Арс-сюр-Мозель.

## История
- Бывшая деревня провинции Три Епископства, мозельских земель.
- Впервые упоминается в 760 году.
- В средние века в результате частых войн Леси разрушалось в 1348, 1434, 1444, 1476, 1636 годы.

## Географическое положение

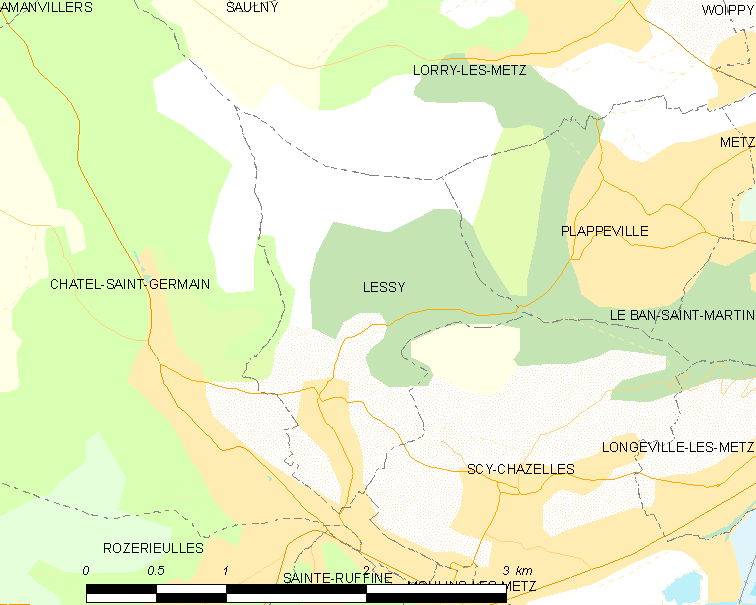
Леси на карте Франции.

Коммуна Леси расположена на правом берегу Мозеля в 280 км к востоку от Парижа и в 6 км к западу от Меца.

## Демография
По переписи 2011 года в коммуне проживало 792 человека.

## Достопримечательности
- Римская дорога.
- Остатки акведука в долине Леси.
- Гора Сен-Кантен.
- Церковь Сен-Горгон.